# Бледжешть (комуна, Васлуй)
Бледжешть, Бледжешті (рум. Blăgești) — комуна у повіті Васлуй в Румунії. До складу комуни входять такі села (дані про населення за 2002 рік):
- Іджешть (336 осіб)
- Бледжешть (1348 осіб) — адміністративний центр комуни
- Сіпень (160 осіб)

Комуна розташована на відстані 241 км на північний схід від Бухареста, 59 км на південь від Васлуя, 118 км на південь від Ясс, 79 км на північ від Галаца.

## Населення
За даними перепису населення 2002 року у комуні проживали 1844 особи, усі — румуни. Усі жителі комуни рідною мовою назвали румунську.
Склад населення комуни за віросповіданням:
| Релігія      | Кількість осіб | Відсоток |
| ------------ | -------------- | -------- |
| православні  | 1831           | 99,3%    |
| старообрядці | 8              | 0,4%     |
| адвентисти   | 5              | 0,3%     |

## Зовнішні посилання
- Дані про комуну Бледжешть на сайті Ghidul Primăriilor [Архівовано 15 травня 2012 у Wayback Machine.]